# 弗朗齐谢克·贡戈尔
弗郎齐歇克·贡戈尔（Franciszek Gągor，1951年9月8日—2010年4月10日），波兰陸軍上将，原波蘭軍隊總參謀長，出生于新松奇附近的Koniuszowa。
他于1970年代服役于第二坦克团，之后成为联合国行动中的作战参谋和主任参谋。1978年到1988年，他在军官学校授课，同时还在联合国脱离接触观察员部队（UNDOF）中担任作战参谋。1988年至1990年，他在UNDOF中任后勤副参谋长。1991年，他曾在沙漠风暴行动中任高级军官。1993年，他成为波兰军队维和部队上校隊长。1997年，晋升为准将。2006年2月27日，他被任命为波兰军队总参谋长，之后晋升为上将。
2010年4月10日，因在乘坐图-154前往俄罗斯参加卡廷惨案70周年纪念活动时飞机失事而丧生。